# Шпрингинклее, Ханс
Ханс Шпрингинклее (нем. Hans Springinklee; между 1490 и 1495 гг., Нюрнберг — ок. 1540 г., Нюрнберг) — немецкий живописец, рисовальщик и гравёр по дереву эпохи Северного Возрождения. Ученик и помощник Альбрехта Дюрера.
Биографических сведений о художнике крайне мало. Неизвестны ни точная дата его рождения, ни дата смерти. Первое письменное упоминание его имени относится к 1520 году: постановлением Нюрнбергского городского совета ему было поручено украсить комнаты дворцового замка к визиту императора Карла V. В 1547 году типограф и гравёр Иоганн Нойдёрфер Старший сообщал, что Шпрингинклее жил в доме Дюрера и учился там гравёрному ремеслу. Известны его гравюры 1512—1513 годов; однако после 1524 года свидетельства о его жизни отсутствуют. Вероятно, он жил в Нюрнберге до 1540 года.
В качестве сотрудника Дюрера Ханс Шпрингинклее принимал активное участие в создании некоторых гравюр на дереве по заказам императора Максимилиана I: («Тойерданк», «Вайскуниг»), Триумфальная арка императора Максимилиана I.
В словаре Наглера упоминается семьдесят три гравюры на дереве, которые приписывают Шпрингинклее.
С 1516 года Шпрингинклее выполнял иллюстрации к Библии, изданной в Нюрнберге Антоном Кобергером. Он также оформил несколько изданий книги «Вертоград духовный» (Hortulus animae), для которой было создано в общей сложности более ста гравюр на дереве.
Долгое время гравюра на дереве 1522 года с названием «Изобилие» (Abundantia), также известная как «Вакханка» (Bacchante), считалась последней работой, которую явно можно было приписать ученику Дюрера.
Живописные работы Шпрингинклее точно не атрибутируются. Частично сохранились фрески его работы в Императорском замке Нюрнберга.

## Галерея

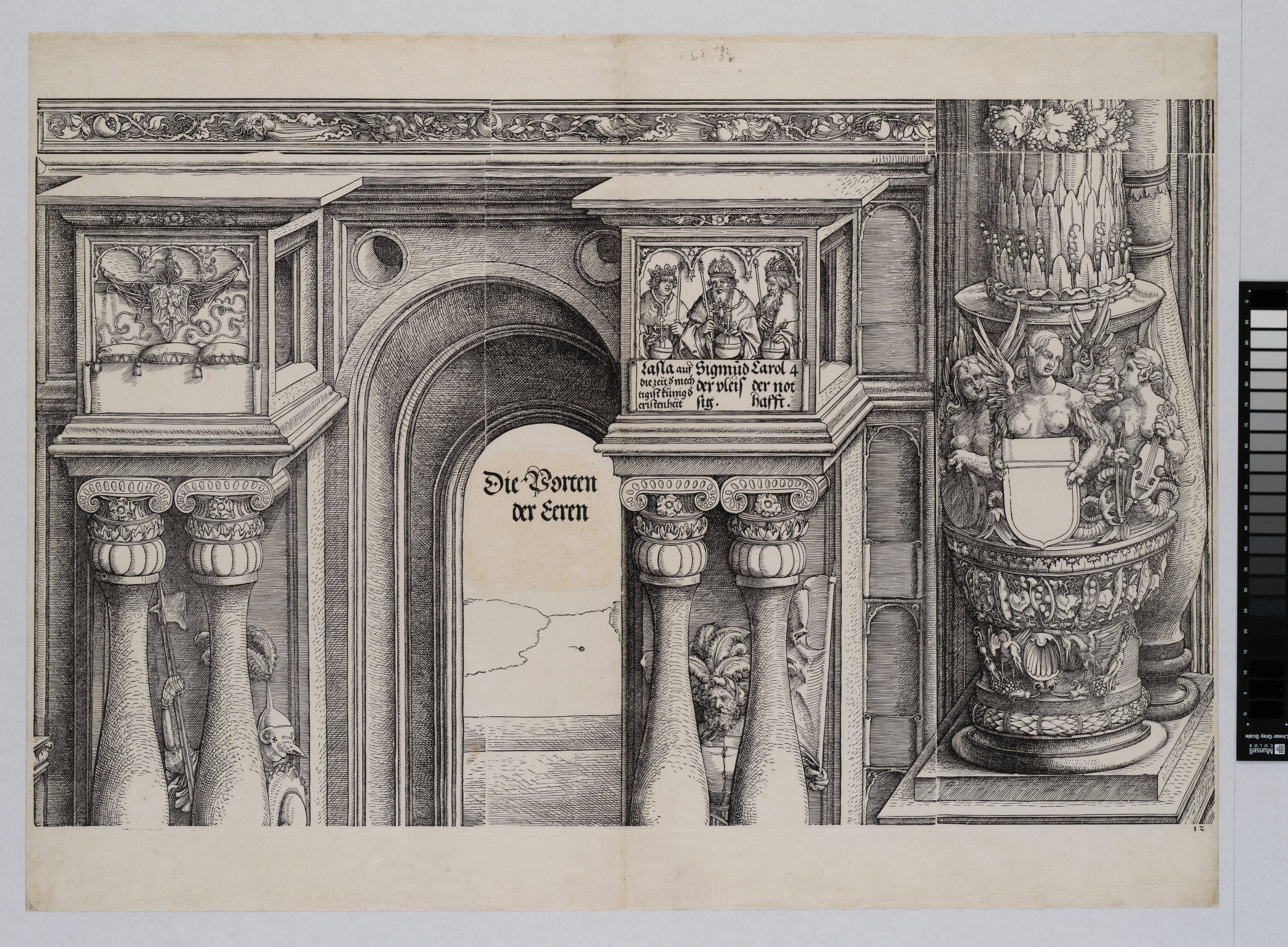
Левый портал. Деталь гравюры Триумфальная арка императора Максимилиана I. 1510—1517
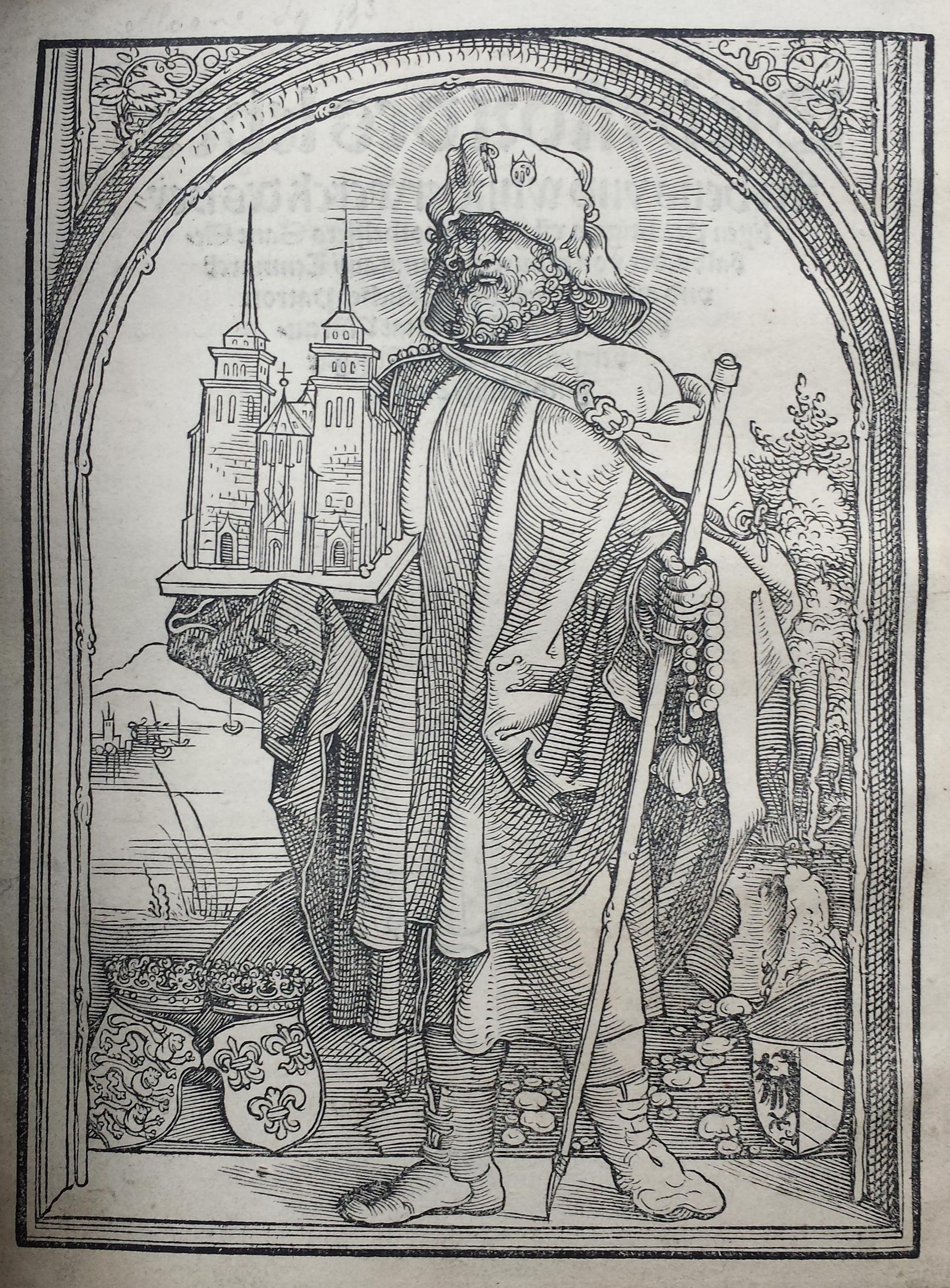
Святой Зебальд. 1513. Гравюра на дереве
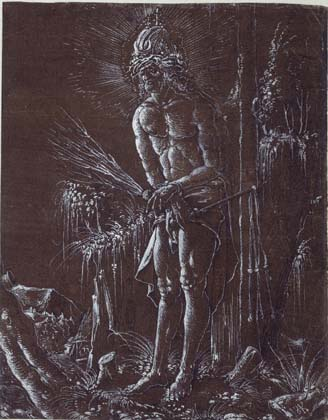
«Человек (Христос) скорбей». Ок. 1514. Перо, белила. Художественный музей, Базель
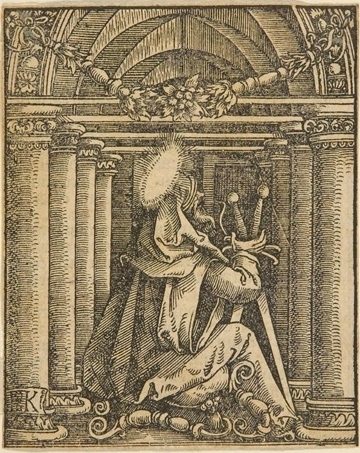
Святой Павел с двумя мечами. Гравюра на дереве
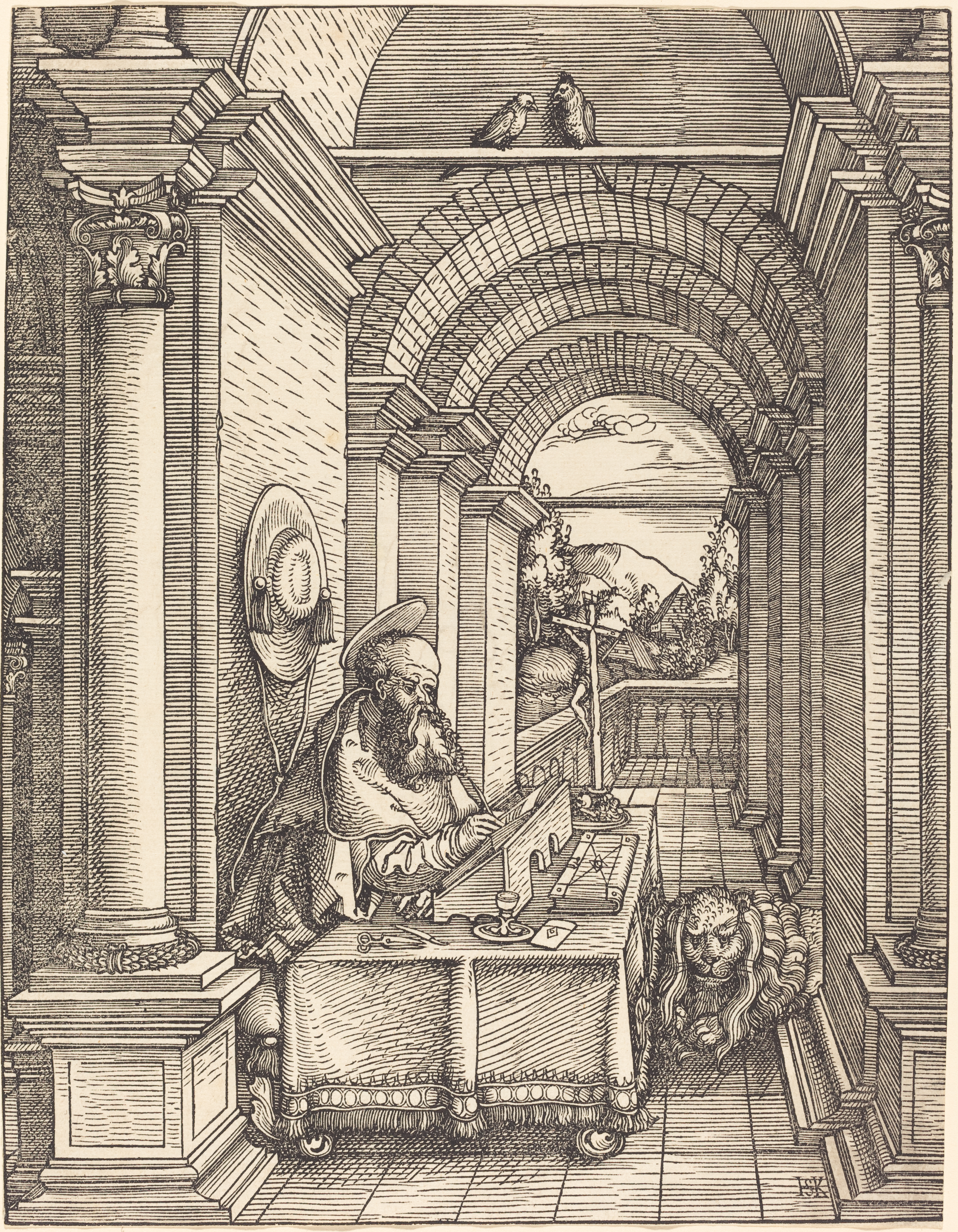
Святой Иероним. 1522. Гравюра на дереве